# 走れSAKAMOTO
「走れSAKAMOTO」（はしれサカモト）は、日本のシンガーソングライター・Vaundyの楽曲。自身3枚目のシングルとしてSony Recordsより2025年3月5日にリリースされた。楽曲は同年1月12日に配信リリースされた。

## 概要
表題曲はテレビアニメ『SAKAMOTO DAYS』のオープニングテーマとして書き下ろされた。また、B面収録の「Somebody help us」は同アニメ第7話エンディングテーマとして書き下ろされた。
2025年1月12日に表題曲が先行配信されたのち、同年3月5日にCDシングルとしてリリースされた。CDは完全生産限定盤（VVCV-17）の1形態でリリースされ、ジャケットには『SAKAMOTO DAYS』作者の鈴木祐斗が描き下ろしたイラストが使用された。

## 収録曲

### CD
| 全作詞・作曲: Vaundy。 |                      |        |            |       |
| #                      | タイトル             | 作詞   | 作曲・編曲 | 時間  |
| 1.                     | 「走れSAKAMOTO」     | Vaundy | Vaundy     | 03:26 |
| 2.                     | 「Somebody help us」 | Vaundy | Vaundy     | 04:08 |
| 合計時間:              | 合計時間:            | 7:34   |            |       |

### 配信限定シングル
| 全作詞・作曲: Vaundy。 |                  |        |            |       |
| #                      | タイトル         | 作詞   | 作曲・編曲 | 時間  |
| 1.                     | 「走れSAKAMOTO」 | Vaundy | Vaundy     | 03:26 |
| 合計時間:              | 合計時間:        | 3:26   |            |       |